# Kościół św. Marcina w Ostrowitem Prymasowskim
Kościół świętego Marcina – rzymskokatolicki kościół parafialny należący do parafii pod tym samym wezwaniem (dekanat witkowski archidiecezji gnieźnieńskiej).
Świątynia została wzniesiona w latach 1841–1851 w stylu neoromańskim, podczas urzędowania proboszcza księdza Karola Wiśniewskiego. Budowla jest jednonawowa, wchodzi się do niej przez kruchtę, która znajduje się w części wieżowej. Wieża została zbudowana w 1905 roku. Najcenniejszym zabytkiem świątyni jest obraz Matki Bożej z Aniołami namalowany w 1623 roku przez artystów ze szkoły szamotulskiej. Obraz umieszczony jest obecnie na balustradzie chóru. Monstrancja powstała w 1795 roku. Kielich mszalny pochodzi z II połowy XVII wieku. W ołtarzu głównym oprócz obrazu Matki Bożej, w nadstawie znajduje się scena przemienienia Pana Jezusa na górze Tabor. Obok są umieszczone figurki św. Anny i św. Antoniego. W ołtarzach bocznych w stylu neoklasycystycznym z jednej strony jest umieszczony św. Wawrzyniec, natomiast z drugiej znajduje się św. Antoni. Droga krzyżowa powstała w 1938 roku, natomiast organy zostały wykonane w 1915 roku.